# Robyn Denholm
Robyn M. Denholm (Milperra, 27 maggio 1965) è una dirigente d'azienda australiana, presidente di Tesla dal novembre 2018 al posto di Elon Musk.

## Biografia
Nasce e cresce a Milperra, nei dintorni di Sydney, in Australia, dove i suoi genitori possedevano una stazione di servizio. Robyn li aiuta nella gestione tenendo la contabilità, stando alla pompa di benzina e aggiustando le auto. A scuola le piacciono le materie scientifiche, dalla chimica alla biologia, tuttavia scopre, all'esame di maturità, di non essere realmente portata alle scienze. Si laurea in economia all'Università di Sydney per prendere poi un master nell'ambito commerciale presso l'Università del Nuovo Galles del Sud nel 1999.
Dopo la laurea, Denholm lavora in contabilità per la Arthur Andersen a Sydney. Nel 1989 passa alla Toyota, sempre in Australia. Dopo sette anni, nel 1996, entra come direttore dei servizi finanziari per la zona dell'Asia e del Pacifico in un'azienda hi-tech, Sun Microsystems, società di software nota per avere creato il linguaggio Java. Nel 2001 si trasferisce negli Stati Uniti nella sede della società in Colorado come vicepresidente delle finanze per la divisione dei servizi, quindi nella Silicon Valley con l'incarico di senior vicepresidente della pianificazione strategica.
Lavora per la Sun Microsystems per undici anni, quindi nel 2007 passa a Juniper Networks in ruoli finanziari e operativi: prima come responsabile finanziaria e poi come responsabile operativa nella ristrutturazione e rilancio della società che in pochi anni quasi raddoppia il fatturato toccando i 9,4 miliardi di dollari. 
Nell'agosto 2014 entra come indipendente nel consiglio di amministrazione di Tesla, diventando in seguito presidente del comitato di revisione contabile e ricevendo in quattro anni 17 milioni di dollari in stock option sulle azioni Tesla.
Nel gennaio 2017 Denholm torna in Australia come Chief Operations Officer (COO) di Telstra, la più grande società australiana di telecomunicazioni. Il 7 novembre 2018 Denholm è nominata presidente di Tesla, sostituendo Elon Musk, costretto a cedere la carica dopo avere patteggiato con la Sec (Security Exchange Commission) americana l'accusa di turbativa del mercato per avere twittato tre mesi prima di avere i fondi necessari per ritirare Tesla da Wall Street al prezzo di 420 dollari per azione quando il titolo era in quel periodo attorno ai 340 dollari. Una frase che gli è costata anche una multa salata.
Per contratto Denholm deve restare ancora sei mesi in Australia.

## Altri incarichi
È membro dell'Institute of Chartered Accountants in Australia e Nuova Zelanda..

## Vita privata
Sposata e divorziata, ha due figli: Matthew e Victoria.